# Martin Lind

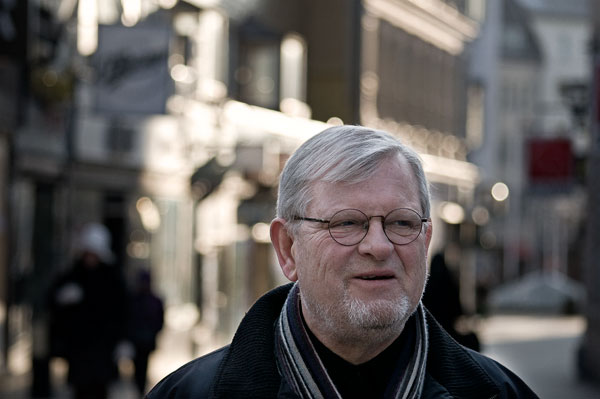
Martin Lind (2015)

Martin Lind (* 14. März 1944 in Malmö) ist ein schwedischer lutherischer Bischof.

## Leben
Nach seiner Schulzeit studierte Lind Theologie an der Universität Lund und wurde 1966 als Pfarrer ordiniert. 1975 promovierte er und wurde im Jahr darauf Dozent für Systematische Theologie an der Universität Lund. Weitere Stationen seines Berufslebens waren eine Dozentur am Tamilnadu Theological Seminary in Madurai, Indien, ein Pfarramt in Kävlinge, das Rektorat im Svenska Kyrkans Pastoralinstitut und das Amt des Dompropstes in Uppsala. Im Februar 1995 wurde Lind als Nachfolger von Martin Lönnebo Bischof im Bistum Linköping. Im März 2011 wurde Linds Nachfolger Martin Modéus ins Amt eingeführt, seitdem ist Martin Lind emeritierter Bischof der Schwedischen Kirche.
Lind gilt als ein Experte zum Leben des lutherischen Theologen Dietrich Bonhoeffer und für den interreligiösen Dialog. 2009 befürwortete Lind die kirchliche Trauung homosexueller, verheirateter Paare in der Schwedischen Kirche.
Am 5. Oktober 2013 wurde Martin Lind zum 3. Bischof der Lutherischen Kirche in Großbritannien gewählt und am 11. Januar 2014 in dieses Amt eingeführt.